# Bolovănești
Bolovănești falu Romániában, Erdélyben, Fehér megyében. Közigazgatásilag Bokajfelfalu községhez tartozik.

## Fekvése
Bokajfelfalu közelében fekvő település.

## Története
Bolovăneşti korábban Bokajfelfalu része volt, 1956 körül vált külön, ekkor 80 lakosa volt.
1966-ban 62, 197-ben 53, 1992-ben 26, 2002-ben 25 román lakosa volt.